# Orden von Calatrava

Das Kreuz von Calatrava

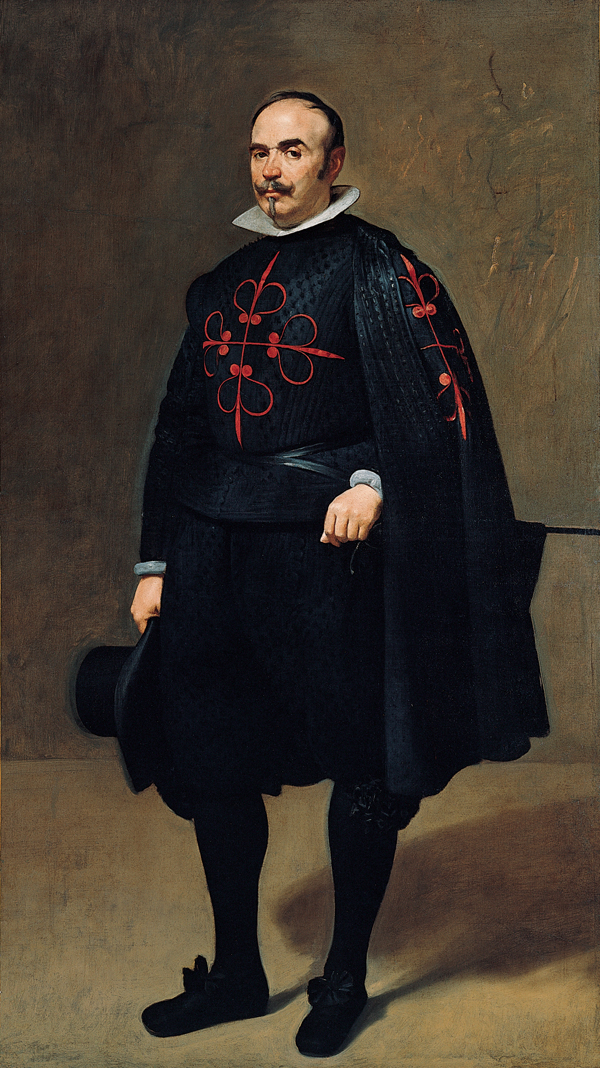
Pedro de Barberana y Aparregui als Ritter des Ordens von Calatrava von Diego Velázquez

Der Orden von Calatrava wurde als erster der großen spanischen Ritterorden 1158 von Zisterzienserabt Raimundo Serrat gegründet, ursprünglich mit der Aufgabe, die Burg Calatrava vor den Mauren zu schützen. Er gehörte ursprünglich zur Familie der Zisterzienserorden.

## Sitz
Die Burg Calatrava la Vieja in der Provinz Ciudad Real am Río Guadiana in Neukastilien wurde 1147 durch König Alfonso VII. von den Mauren erobert und zum Schutz dem Templerorden unterstellt, da es der strategische Zugang der Mauren zum damals zentralen Toledo war.

## Geschichte
Nicht zuletzt wegen einer neuen arabischen Offensive und des Rückzugs der Templer wurde Calatrava schon verloren gegeben, als König Sancho III. die Stadt und Festung dem Zisterzienserorden übertrug, der durch Raimundo, Abt des Klosters Fitero und seinen Mönchen repräsentiert wurde.
Eingeteilt durch Abt Don Raimundo und seinen Hauptmann Diego Velázquez und unterstützt von einer Vielzahl von Menschen, Geistlichen wie Laien, die dem Zisterzienserorden Treue gelobten, organisierte der Abt ein Heer von mehr als zwanzigtausend Mann unterschiedlichen Alters und unterschiedlicher Herkunft. Als die Mauren die große Anzahl sahen, nahmen sie Abstand und Calatrava war gerettet.
Der eigentliche Förderer des Ordens von Calatrava war Bruder Diego Velázquez. Nach seinem Tod kam es zu einer Teilung: die Ritter lehnten es ab, einen Abt als Obrigkeit zu akzeptieren und ein kontemplatives Leben unter den Mönchen zu leben, und wählten sich einen Ordensmeister. Die Mönche zogen sich daraufhin zurück und die Ritter wandelten den Orden in eine Miliz um, deren Mitglieder weiterhin die drei Gelübde des Ordens ablegten.
Der erste Großmeister des Ordens, der den Zisterziensern folgte, war Don García de Redon, der die erste Ordensregel verfasste und das Leben des Ordens formte. Er ließ sich den Orden und seine Regeln durch Papst Alexander III. bestätigen. Seine Nachfolger, darunter so illustre Namen wie Luís de Guzmán und Pedro Núñez de Guzmán, verwandelten ihn in ein echtes Heer. Trotzdem wurde der Orden dem Klerus zugerechnet und verfügte über Privilegien und reiche Einkünfte aus Viehherden, Lehnsrechten, aus der vom König ihnen übertragenen alcabalas, einer Art Mehrwertsteuer, Pachtzinsen sowie Steuerfreiheit. In seiner Glanzzeit herrschte er über 50 Komtureien, die 23 Millionen Maravedís jährlich einbrachten. Der Jurisdiktion des Ordens unterlagen mehr als 350 Dörfer. Der Orden fühlte sich wie alle spanischen Ritterorden stärker dem kastilischen König als dem Papst verpflichtet. Ab 1188 wurden 5 Ritter des Calatravaordens bei Hofe stationiert.

Der maurische Heerführer Yaʿqūb al-Mansūr vereinigte ein mächtiges Heer, das neben den Almohaden auch die Truppen der Königreiche León und Navarra umfasste, die sich gegen Alfonso VIII. verbündet hatten. Er siegte 1195 in der Schlacht bei Alarcos und nahm 1196 Calatrava erneut ein, wobei er die überlebenden Verteidiger hinrichten ließ. Damit schob sich die Linie zwischen dem christlichen und dem muslimischen Spanien wieder zurück auf die alte Guadiana-Linie. Meister Ruy Díaz attackierte mit dem Rest des Ordens, dem die Flucht rechtzeitig gelungen war, die Festung von Salvatierra, die er in ein Haus des Ordens umwandelte. Deshalb wurde der Orden zeitweilig auch Orden von Salvatierra genannt. Während dieser wichtigen Kampfphase errichtete der Orden nahe der Burg Salvatierra seinen neuen Sitz, der 1218 endgültig hierher verlegt wurde. Demzufolge wurde das alte Calatrava nun als Calatrava la Vieja bezeichnet.

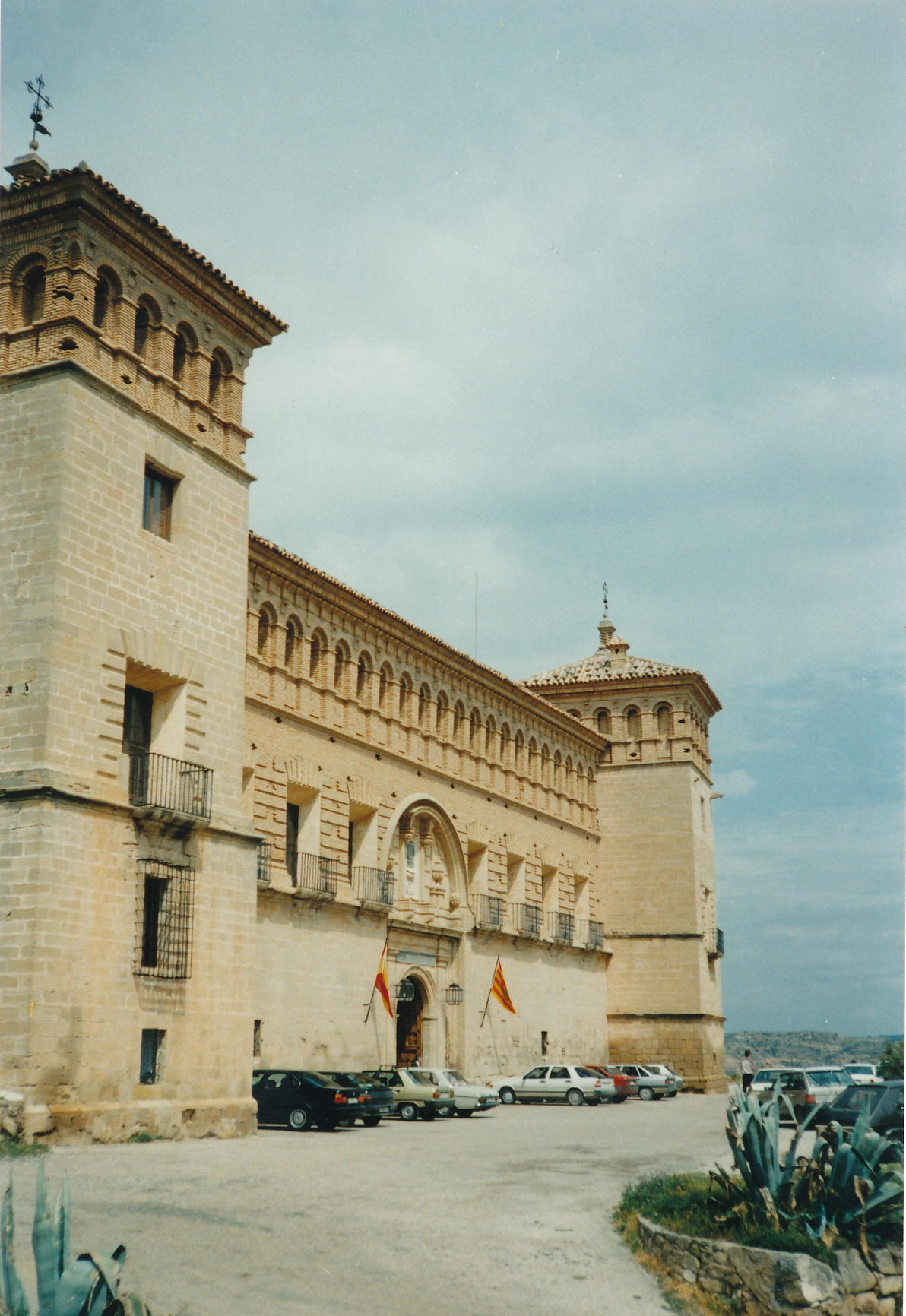
Castillo de Alcañiz, Burg des Calatrava-Ritterordens in Alcañiz

In den Folgejahren nahm der Orden an zahllosen Schlachten teil, darunter insbesondere der Schlacht bei Las Navas de Tolosa 1212. Nach dieser entscheidenden Schlacht eroberte er auch Calatrava zurück. Von hier ging in den Glanzjahren des Ordens, in denen er an der Reconquista teilnahm, die Initiative zum Bau zahlloser Burgen und Dörfer aus.
Als die Templer aufgelöst wurden, gingen fast alle ihre Güter in Spanien auf den Orden von Calatrava über, soweit sie die beweglichen Güter nicht auf ihrer Flucht nach Tomar in Portugal mitnehmen konnten. Einige der Templer fanden im Orden von Calatrava Aufnahme. Ende des 14. Jahrhunderts löste sich der portugiesische Zweig des Ordens von Calatrava auf und bildete fortan den Ritterorden von Avis.
Die Katholischen Könige sicherten durch eine Bulle von Papst Innozenz VIII. der Krone die Administration, um den Ritterorden und damit dem Hochadel nicht länger beträchtliche militärische und finanzielle Macht als Staat im Staate neben der Krone zu überlassen. Mit der Übertragung der Großmeisterwürde durch Papst Hadrian VI. auf die Krone wurde die politische Unabhängigkeit des Ordens beendet.

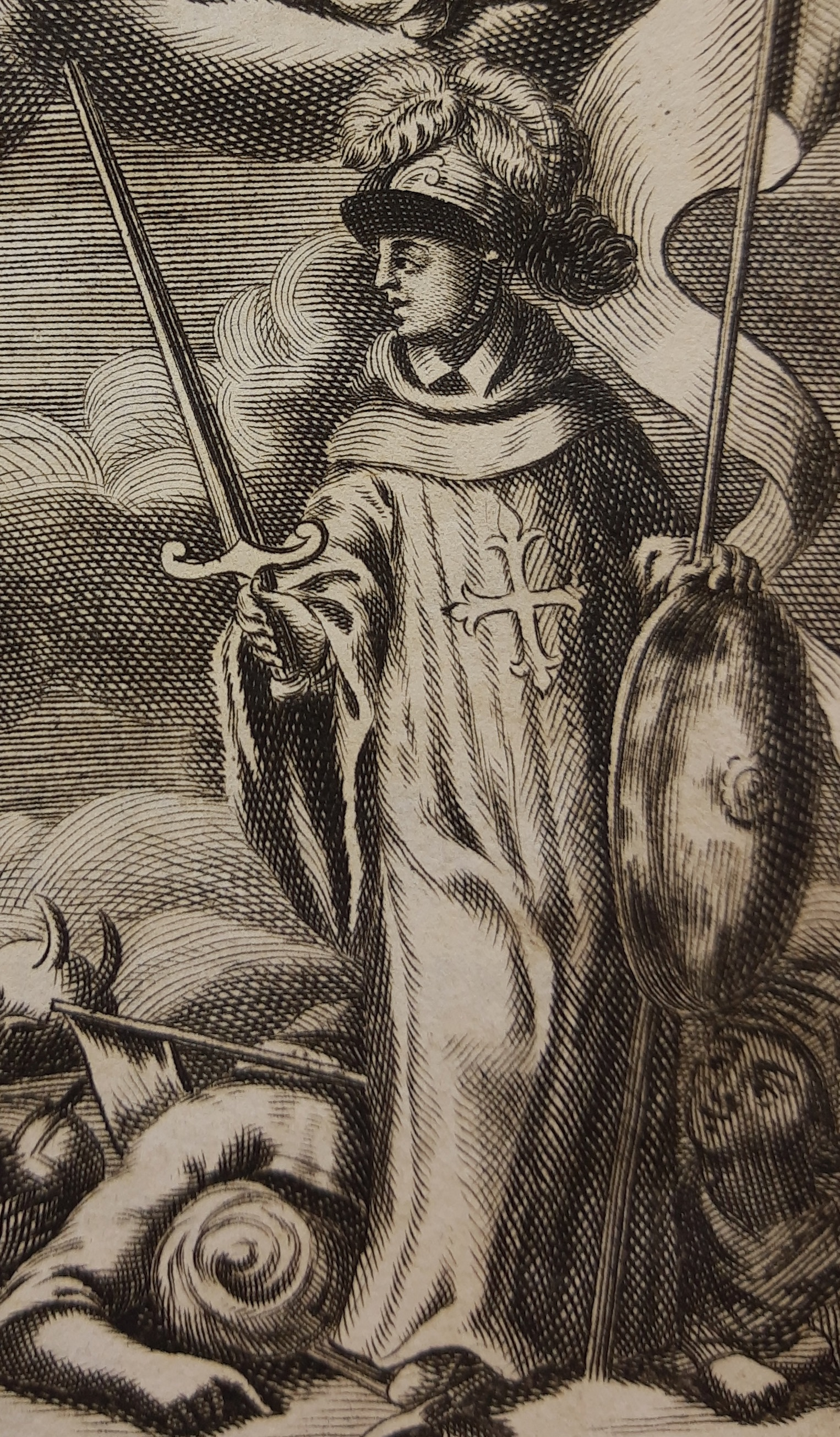
Ein Ritter dargestellt in Zisterzienserkukulle (1731)

Anstelle des anfänglichen Zisterzienserhabits trugen die Ritter einen weißen Waffenrock, ein weißes Skapulier, eine schwarze Kapuze und einen Pilgerkragen. Ihr Ordenskleid bestand aus einem weißen Mantel mit rotem Lilienkreuz auf der linken Seite.
Unter der Herrschaft der folgenden Monarchen und mit dem Ende der Reconquista auf der Halbinsel verschwand allmählich der militärische wie der religiöse Geist. Mit der Zeit waren die einzigen Existenzgründe des Ordens die Erzielung von Einnahmen aus seinen großen Gütern und die Konservierung seiner Reliquien. 1808 wurde das Vermögen des Ordens von Joseph Bonaparte konfisziert, später 1814 unter König Ferdinand VII. zurückerstattet, um definitiv 1838 von Mendizábal säkularisiert zu werden.
Das Lilienkreuz des Calatrava-Ordens wird heute vom Schweizer Uhrenhersteller Patek Philippe als Logo verwendet. Darüber hinaus hat der Hersteller eine Uhren-Kollektion namens Calatrava aufgelegt. Der Architekt Santiago Calatrava trägt das Wappen auf dem privaten Briefbogen.

## Großmeister
- García de Redon (1164–1169)
- Fernando Escaza (1169–1170)
- Martín Pérez de Siones (1170–1182)
- Nuño Pérez de Quiñones (1182–1199)
- Martín Martínez (1199–1207)
- Ruy Díaz de Yanguas (1207–1212)
- Rodrigo Garcés (1212–1216)
- Martín Fernández de Quintana (1216–1218)
- Gonzalo Yáñez de Novoa (1218–1238)
- Martín Ruiz (1238–1240)
- Gómez Manrique (1240–1243)
- Fernando Ordóñez (1243–1254)
- Pedro Yáñez (1254–1267)
- Juan González (1267–1284)
- Ruy Pérez Ponce (1284–1295)
- Diego López de Santsoles (1295–1296)
- Garci López de Padilla (1296–1322)
- Juan Núñez de Prado (1322–1355)
- Diego García de Padilla (1355–1365)
- Martín López de Córdoba (1365–1371)
- Pedro Muñiz de Godoy (1371–1384)
- Pedro Álvarez de Pereira (1384–1385)
- Gonzalo Núñez de Guzmán (1385–1404)
- Enrique de Villena (1404–1407)
- Luis González de Guzmán (1407–1443)
- Fernando de Padilla (1443–1443)
- Alonso de Aragón (1443–1445)
- Pedro Girón (1445–1466)
- Rodrigo Téllez Girón (1466–1482)
- García López de Padilla (1482–1487)